# Cuba op de Olympische Zomerspelen 2004
Cuba nam deel aan de Olympische Zomerspelen 2004 in Athene, Griekenland. Tijdens de vorige editie werden elf gouden medailles gewonnen; dit keer negen.

## Medailleoverzicht
| Sport       | Olympiër | Discipline               | Medaille |
| ----------- | --- | ------------------------ | -------- |
| Atletiek    | Yumileidi Cumbá | kogelstoten (v)          | Goud     |
| Atletiek    | Osleidys Menéndez | speerwerpen (v)          | Goud     |
| Boksen      | Yan Bartelemi | -48kg (m)                | Goud     |
| Boksen      | Yuriorkis Gamboa | -51kg (m)                | Goud     |
| Boksen      | Guillermo Rigondeaux | -54kg (m)                | Goud     |
| Boksen      | Mario Kindelán | -60kg (m)                | Goud     |
| Boksen      | Odlanier Solis | -91kg (m)                | Goud     |
| Honkbal     | Danny Betancourt Roger Machado Alexei Ramírez Luis Borroto Jonder Martínez Eriel Sánchez Frederich Cepeda Danny Miranda Antonio Scull Yorelvis Charles Frank Montieth Carlos Tabares Michel Enríquez Vicyohandri Odelín Yoandry Urgellés Norberto González Adiel Palma Osmani Urrutia Yulieski Gourriel Eduardo Paret Manuel Vega Pedro Luis Lazo Ariel Pestano Norge Luis Vera | mannen                   | Goud     |
| Worstelen   | Yandro Quintana | -60kg vrije stijl (m)    | Goud     |
| Atletiek    | Yipsi Moreno | kogelslingeren (v)       | Zilver   |
| Boksen      | Yudel Johnson Cedeno | -64kg (m)                | Zilver   |
| Boksen      | Lorenzo Aragon Armenteros | -69kg (m)                | Zilver   |
| Judo        | Daima Beltrán | +78kg (v)                | Zilver   |
| Kanovaren   | Ibrahim Rojas Ledis Frank Balceiro Pajon | C-2 500m (m)             | Zilver   |
| Taekwondo   | Yanelis Yuliet Labrada | -49kg (v)                | Zilver   |
| Worstelen   | Roberto Monzon | -60kg Grieks-Romeins (m) | Zilver   |
| Atletiek    | Anier García | 110m horden (m)          | Brons    |
| Atletiek    | Yunaika Crawford | kogelslingeren (v)       | Brons    |
| Boksen      | Michel Lopez Nunez | +91kg (m)                | Brons    |
| Judo        | Yordanis Arencibia | -66kg (m)                | Brons    |
| Judo        | Amarilys Savon | -52kg (v)                | Brons    |
| Judo        | Yurisleidy Lupetey | -57kg (v)                | Brons    |
| Judo        | Driulis González | -63kg (v)                | Brons    |
| Judo        | Yurisel Laborde | -78kg (v)                | Brons    |
| Schietsport | Juan Miguel Rodriguez | skeet (m)                | Brons    |
| Volleybal   | Zoila Barros Anniara Muñoz Rosir Calderón Yaima Ortíz Nancy Carrillo Daimí Ramírez Ana Fernández Yumilka Ruíz Maybelis Martínez Marta Sánchez Liana Mesa Dulce Téllez | zaal (v)                 | Brons    |
| Worstelen   | Ivan Fundora | -74kg vrije stijl (m)    | Brons    |

## Deelnemers en resultaten per onderdeel

### Atletiek
| Olympiër                                            | Discipline             | Resultaat | Prestatie                                                                                            |
| --------------------------------------------------- | ---------------------- | --------- | --- |
| Geyman Lopez                                        | 400m (m)               | 12e       | serie 3: 2de in 45,44 halve finale 2: 4de in 45,52                                                   |
| Anier García                                        | 110m horden (m)        | 12e       | serie 5: 1ste in 13,24 kwartfinale 2: 2de in 13,28 halve finale 2: 3de in 13,30 finale: 3de in 13,20 |
| Yoel Hernandez                                      | 110m horden (m)        | 10e       | serie 2: 2de in 13,41 kwartfinale 3: 2de in 13,29 halve finale 1: 6de in 13,37                       |
| Yuniel Hernandez                                    | 110m horden (m)        | DNS       | serie 6: 4de in 13,48 kwartfinale 4: 4de in 13,46 halve finale 2: niet gestart                       |
| Yacnier Luis                                        | 400m horden (m)        | DSQ       | serie 2: gediskwalificeerd                                                                           |
| Aguelmis Rojas                                      | marathon (m)           | 47e       | 2:21.59                                                                                              |
| Iván Pedroso                                        | verspringen (m)        | 7e        | kwalificatie groep A: 5de met 8,05m finale: 7de met 8,23m                                            |
| Yoandri Betanzos                                    | hink-stap-springen (m) | 4e        | kwalificatie groep B: 1ste met 17,53m finale: 4de met 17,47m                                         |
| David Giralt                                        | hink-stap-springen (m) | 17e       | kwalificatie groep B: 8ste met 16,70m                                                                |
| Yoelbi Quesada                                      | hink-stap-springen (m) | 8e        | kwalificatie groep A: 5de met 17,01m finale: 8ste met 16,96m                                         |
| Lisvany Perez                                       | hoogspringen (m)       | 11e       | kwalificatie groep B: 2de met 2,28m finale: 11de met 2,25m                                           |
| Frank Casanas                                       | discuswerpen (m)       | 18e       | kwalificatie groep A: 9de met 60,60m                                                                 |
| Lois Maikel Martinez                                | discuswerpen (m)       | 30e       | kwalificatie groep B: 17de met 57,18m                                                                |
| Isbel Luaces                                        | speerwerpen(m)         | 13e       | kwalificatie groep B: 7de met 80,07m                                                                 |
|                                                     |                        |           | |
| Zulia Calatayud                                     | 800m (v)               | 8e        | serie 6: 3de in 2.00,99 halve finale 1: 4de in 1.59,21 finale: 8ste in 2.00,95                       |
| Anay Tejeda                                         | 100m horden (v)        | 25e       | serie 1: 5de in 13,24                                                                                |
| Daimi Pernia                                        | 400m horden (v)        | 20e       | serie 5: 5de in 55,91                                                                                |
| Miladis Lazo Ana Lopez Roxana Diaz Virgen Benavides | 4x100m (v)             | 11e       | serie 2: 6de in 43,60                                                                                |
| Mariela González                                    | marathon (v)           | 59e       | 3:02.20                                                                                              |
| Yudelkis Fernández                                  | verspringen (v)        | 30e       | kwalificatie groep B: 13de met 6,36m                                                                 |
| Yusmay Bicet                                        | hink-stap-springen (v) | 9e        | kwalificatie groep A: 8ste met 14,53m finale: 9de met 14,57m                                         |
| Yumileidi Cumbá                                     | kogelstoten (v)        | Goud      | kwalificatie groep A: 2de met 19,10m finale: 1ste met 19,59m                                         |
| Misleydis Gonzalez                                  | kogelstoten (v)        | 7e        | kwalificatie groep A: 7de met 18,33m finale: 7de met 18,59m                                          |
| Yania Ferrales                                      | discuswerpen (v)       | DNF       | kwalificatie groep B: 5de met 61,54m finale: geen geldige poging                                     |
| Noraida Bicet                                       | speerwerpen (v)        | 7e        | kwalificatie groep B: 4de met 60,97m finale: 7de met 62,51m                                          |
| Sonia Bisset                                        | speerwerpen (v)        | 5e        | kwalificatie groep B: 3de met 61,45m finale: 5de met 63,54m                                          |
| Osleidys Menéndez                                   | speerwerpen (v)        | Goud      | kwalificatie groep A: 1ste met 64,91m finale: 1ste met 71,53m (OR)                                   |
| Yunaika Crawford                                    | kogelslingeren (v)     | Brons     | kwalificatie groep B: 2de met 71,74m finale: 3de met 73,16m                                          |
| Yipsi Moreno                                        | kogelslingeren (v)     | Zilver    | kwalificatie groep A: 4de met 70,56m finale: 2de met 73,36m                                          |
| Aldenay Vasallo                                     | kogelslingeren (v)     | 37e       | kwalificatie groep B: 18de met 62,64m                                                                |

### Boksen
| Olympiër                    | Discipline | Resultaat | Prestatie |
| --------------------------- | ---------- | --------- | --- |
| Yan Bhartelemy              | -48kg (m)  | Goud      | 1ste ronde: W van VEN Miranda: puntenovermacht 2de ronde: W van THA Pannon: 23-14 kwartfinale: W van KOR Hong: 30-11 halve finale: W van CHN Shiming: 29-17 finale: W van TUR Yalcinkaya: 21-16  |
| Yuriorkis Gamboa            | -51kg (m)  | Goud      | 1ste ronde: W van MDA Samoilenco: 46-33 2de ronde: W van THA Jongjohor: 26-21 kwartfinale: W van RUS Balakshin: 26-18 halve finale: W van GER Rahimov: 20-11 finale: W van FRA Thomas: 38-23     |
| Guillermo Rigondeaux        | -54kg (m)  | Goud      | 1ste ronde: W van CHN Liu: 21-7 2de ronde: W van PAK Ullah: puntenovermacht kwartfinale: W van RUS Kovalev: 20-5 halve finale: W van UZB Sooltonov: 27-13 finale: W van THA Petchkoom: 22-13     |
| Luis Franco Vazquez         | -57kg (m)  | 5e        | 1ste ronde: W van KGZ Talasbaev: 32-15 2de ronde: W van BRA Oliveira: 30-15 kwartfinale: V van GER Kovalev: 26-34                                                                                |
| Mario César Kindelán        | -60kg (m)  | Goud      | 1ste ronde: W van NGR Sadiq: puntenovermacht 2de ronde: W van PAK Shah: 24-9 kwartfinale: W van AZE Huseynov: 23-11 halve finale: W van RUS Khrahev: 20-10 finale: W van GBR Khan: 30-22         |
| Yudel Johnson               | -64kg (m)  | Zilver    | 1ste ronde: vrij 2de ronde: W van ZAM Mwale: puntenovermacht kwartfinale: W van UZB Mahmudov: 32-28 halve finale: W van BUL Georgiev: 13-9 finale: V van THA Boonjumnong: 11-17                  |
| Lorenzo Aragon              | -69kg (m)  | Zilver    | 1ste ronde: W van GRE Kotakos: puntenovermacht 2de ronde: W van USA Martirosyan: 20-11 kwartfinale: W van AZE Khairov: 16-14 halve finale: W van KOR Kim: 38-10 finale: V van KAZ Artayev: 26-36 |
| Luis Franco Vazquez         | -75kg (m)  | 5e        | 1ste ronde: W van CAN Pascal: 36-24 2de ronde: W van HUN Balzsay: 38-25 kwartfinale: V van USA Dirrell: 11-12                                                                                    |
| Yoan Pablo Hernandez Suarez | -81kg (m)  | 9e        | 1ste ronde: vrij 2de ronde: V van RUS Makarenko: 18-30 |
| Odlanier Solis              | -91kg (m)  | Goud      | 1ste ronde: W van RUS Alekseev: 24-21 kwartfinale: W van VEN Vasquez: 24-4 halve finale: W van SYR Al Shami: puntenovermacht finale: W van BLR Zuyev: 22-13                                      |
| Michel Lopez                | +91kg (m)  | Brons     | 1ste ronde: W van UZB Saidov: 18-13 kwartfinale: W van USA Estrada: 21-7 halve finale: V van EGY Aly: 16-18                                                                                      |

### Boogschieten
| Olympiër        | Discipline      | Resultaat | Prestatie                                                                     |
| --------------- | --------------- | --------- | ----------------------------------------------------------------------------- |
| Maydenia Sarduy | individueel (v) | 42e       | plaatsingsronde: 58ste met 595 punten 1ste ronde: V van POL Mospinek: 145-162 |

### Gewichtheffen
| Olympiër          | Discipline | Resultaat | Prestatie                                                        |
| ----------------- | ---------- | --------- | ---------------------------------------------------------------- |
| Yoandry Hernández | -94kg (m)  | 12e       | trekken: 14de met 167,5kg stoten: 10de met 207,5kg totaal: 375kg |
| Michel Batista    | -105kg (m) | 11e       | trekken: 12de met 182,5kg stoten: 12de met 212,5kg totaal: 395kg |

### Honkbal
| Olympiër | Discipline | Resultaat | Prestatie |
| --- | ---------- | --------- | --- |
| Danny Betancourt Roger Machado Alexei Ramírez Luis Borroto Jonder Martínez Eriel Sánchez Frederich Cepeda Danny Miranda Antonio Scull Yorelvis Charles Frank Montieth Carlos Tabares Michel Enríquez Vicyohandri Odelín Yoandry Urgellés Norberto González Adiel Palma Osmani Urrutia Yulieski Gourriel Eduardo Paret Manuel Vega Pedro Luis Lazo Ariel Pestano Norge Luis Vera | mannen     | Goud      | groepsfase: 2de W van Australië: 4-1 W van Griekenland: 5-4 V van Japan: 3-6 W van Chinees Taipei: 10-2 W van Nederland: 9-2 W van Canada: 5-2 W van Italië: 5-0 halve finale: W van Canada: 8-8 finale: W van Australië: 6-2 |

| Groepsfase |                |             |             |             |
| #          | Land           | Wedstrijden | Wedstrijden | Wedstrijden |
| #          | Land           | G           | W           | V           |
| 1          | Japan          | 7           | 6           | 1           |
| 2          | Cuba           | 7           | 6           | 1           |
| 3          | Canada         | 7           | 5           | 2           |
| 4          | Australië      | 7           | 4           | 3           |
| 5          | Chinees Taipei | 7           | 3           | 4           |
| 6          | Nederland      | 7           | 2           | 5           |
| 7          | Griekenland    | 7           | 1           | 6           |
| 8          | Italië         | 7           | 1           | 6           |

| Ronde        | Datum  | Plaats         | Land | Score       | Land |
| ------------ | ------ | -------------- | ---- | ----------- | ---- |
| Groepsfase   |        |                |      |             |      |
| 15 augustus  | Athene | Cuba           | 4-1  | Australië   |      |
| 16 augustus  | Athene | Cuba           | 5-4  | Griekenland |      |
| 17 augustus  | Athene | Cuba           | 3-6  | Japan       |      |
| 18 augustus  | Athene | Chinees Taipei | 2-10 | Cuba        |      |
| 20 augustus  | Athene | Cuba           | 9-2  | Nederland   |      |
| 21 augustus  | Athene | Canada         | 2-5  | Cuba        |      |
| 22 augustus  | Athene | Italië         | 0-5  | Cuba        |      |
| Halve finale |        |                |      |             |      |
| 24 augustus  | Athene | Cuba           | 8-8  | Canada      |      |
| Finale       |        |                |      |             |      |
| 26 augustus  | Athene | Australië      | 2-6  | Cuba        |      |

### Kanovaren
| Olympiër                                        | Discipline    | Resultaat | Prestatie                                                                         |
| ----------------------------------------------- | ------------- | --------- | --------------------------------------------------------------------------------- |
| Aldo Pruna Díaz                                 | C-1 500m (m)  | 13e       | serie 1: 3de in 1.50,246 halve finale 1: 4de in 1.53,229                          |
| Karel Aguilar Chacon                            | C-1 1000m (m) | 13e       | serie 3: 3de in 3.54,250 halve finale 2: 2de in 3.52,260 finale: 8ste in 3.54,957 |
| Ibrahim Rojas Blanco Ledis Frank Balceiro Pajon | C-2 500m (m)  | Zilver    | serie 2: 2de in 1.39,860 finale: 2de in 1.40,350                                  |
| Ibrahim Rojas Blanco Ledis Frank Balceiro Pajon | C-2 1000m (m) | 8e        | serie 1: 2de in 3.30,435 finale: 8ste in 3.50,346                                 |

### Gymnastiek
| Olympiër                | Discipline               | Resultaat | Prestatie                                                             |
| ----------------------- | ------------------------ | --------- | --------------------------------------------------------------------- |
| Eric Lopez Rios         | meerkamp individueel (m) | 28e       | kwalificatie: 28ste met 55,274 punten                                 |
| Abel Driggs Santos      | meerkamp individueel (m) | 20e       | kwalificatie: 18de met 56,398 punten                                  |
|                         |                          |           |                                                                       |
| Leyanet González Calero | meerkamp individueel (v) | 28e       | kwalificatie: 30ste met 36,224 punten finale: 22ste met 35,299 punten |

### Judo
| Olympiër                       | Discipline | Resultaat | Prestatie |
| ------------------------------ | ---------- | --------- | --- |
| Yordanis Arencibia             | -66kg (m)  | Brons     | 1ste ronde: W van VEN Ortiz: waza-ari 2de ronde: W van AUS Young: ippon kwartfinale: W van POR Pina: ippon halve finale: V van SVK Krnáč:ippon bronzen finale: W van GEO Margoshvili: waza-ari               |
| Rubert Martinez Texidor        | -73kg (m)  | 21e       | 1ste ronde: V van ISR Razvozov: ippon |
| Gabriel Israël Arteaga Risquet | -81kg (m)  | 17e       | 1ste ronde: W van MGL Nyamkhüü: waza-ari 2de ronde: V van KOR Kwon: yuko |
| Yosvane Despaigne Terry        | -90kg (m)  | 21e       | 1ste ronde: V van RUS Taov: waza-ari |
| Oreidis Despaigne Terry        | -100kg (m) | 9e        | 1ste ronde: W van UKR Bubon: waza-ari 2de ronde: V van GER Jurack: ippon herkansingen: W van GRE Iliadis: ippon herkansingen 2: V van FRA Lemaire: waza-ari                                                  |
|                                |            |           | |
| Yamila Zambrano                | -48kg (v)  | 17e       | 1ste ronde: vrij 2de ronde: V van ALG Haddad: ippon |
| Amarilys Savón                 | -52kg (v)  | Brons     | 1ste ronde: W van SWE Askelöf: ippon 2de ronde: W van PRK Lee: ippon kwartfinale: W van BEL Heylen: waza-ari halve finale: V van JPN Yokosawa:ippon bronzen finale: W van ALG Souakri: ippon                 |
| Yurisleidy Lupetey             | -57kg (v)  | Brons     | 1ste ronde: vrij 2de ronde: W van FRA Harel: ippon kwartfinale: W van SUI Göldi: walk-over halve finale: V van PRK Kye:ippon bronzen finale: W van ESP Fernández: yuko                                       |
| Driulis González               | -63kg (v)  | Brons     | 1ste ronde: vrij 2de ronde: V van SLO Žolnir: yuko herkansingen: W van BEL Vandecaveye: ippon herkansingen 2: W van PRK Hong:ippon bronzen finale: W van ARG Krukower: walk-over                             |
| Anaysi Hernández               | -70kg (v)  | 21e       | 1ste ronde: V van ANG Moreira: ippon |
| Yurisel Laborde                | -78kg (v)  | Brons     | 1ste ronde: vrij 2de ronde: W van GER Kühnen: yuko kwartfinale: V van CHN Liu: ippon herkansingen: W van RUS Moskalyuk: ippon herkansingen 2: W van PRK Lee:waza-ari bronzen finale: W van FRA Lebrun: ippon |
| Dayma Beltrán                  | +78kg (v)  | Zilver    | 1ste ronde: W van GBR Bryant: yuko 2de ronde: W van CGO Bvegodzi: ippon kwartfinale: W van VEN Blanco: ippon halve finale: W van CHN Sun:ippon finale: V van JPN Tsukadda: ippon                             |

### Roeien
| Olympiër                                              | Discipline             | Resultaat | Prestatie |
| ----------------------------------------------------- | ---------------------- | --------- | --- |
| Yuleidys Cascaret Iznaga                              | skiff (m)              | 12e       | serie 5: 2de in 7.19,45 herkansingen: 1ste in 6.58,44 halve finale 3: 4de in 6.58,35 finale B: 6de in 6.58,61  |
| Armando Arrechavaleta Carrera Yosvel Iglesias Montano | lichte dubbel-twee (m) | 14e       | serie 1: 5de in 6.25,14 herkansingen: 4de in 6.27,89 halve finale C/D: 2de in 6.28,09 finale C: 2de in 6.48,50 |
| Yosbel Martinez Hechevarría Yoennis Hernández Arruez  | dubbel-twee (m)        | 9e        | serie 1: 5de in 7.02,95 herkansingen: 2de in 6.16,38 halve finale 2: 6de in 6.24,54 finale B: 3de in 6.15,37   |
|                                                       |                        |           | |
| Dalin Taset Aguilar Ismaray Marrero Aría              | lichte dubbel-twee (v) | 14e       | serie 3: 5de in 7.18,35 herkansingen: 4de in 7.14,01 finale C: 2de in 7.42,20                                  |

### Schermen
| Olympiër           | Discipline | Resultaat | Prestatie                                                                            |
| ------------------ | ---------- | --------- | ------------------------------------------------------------------------------------ |
| Andrés Carillo     | degen (m)  | 9e        | 1ste ronde: vrij 2de ronde: W van FRA Obry: 15-10 3de ronde: V van FRA Boisse: 11-15 |
| Cándido Maya       | sabel (m)  | 17e       | 1ste ronde: W van CGO Kembe: 15-13 2de ronde: V van RUS Tsjarikov: 9-15              |
|                    |            |           |                                                                                      |
| Eimey Gómez Chivas | degen (v)  | 17e       | 1ste ronde: W van CAN Dunnette: 11-9 2de ronde: V van FRA Flessel-Colovic: 9-15      |
| Ana Faez Miclin    | sabel (v)  | 9e        | 1ste ronde: W van KOR Lee: 15-13 2de ronde: V van USA Jacobson: 4-15                 |

### Schietsport
| Olympiër                 | Discipline                  | Resultaat | Prestatie                                                                    |
| ------------------------ | --------------------------- | --------- | ---------------------------------------------------------------------------- |
| Reinier Estpinan         | 50m geweer liggend (m)      | 46e       | kwalificatie: 46ste met 581 punten (98-97-97-97-95-97)                       |
| Norbelis Bárzaga         | 50m pistool (m)             | 34e       | kwalificatie: 34ste met 542 punten (90-86-90-93-88-95)                       |
| Arseny Borrero           | 50m pistool (m)             | 40e       | kwalificatie: 40ste met 535 punten (87-90-89-90-91-88)                       |
| Leuris Pupo              | 25m snelvuurpistool (m)     | 7e        | kwalificatie: 7de met 585 punten (289-296)                                   |
| Norbelis Bárzaga         | 10m luchtpistool (m)        | 0         | kwalificatie: 34ste met 573 punten (94-96-96-96-97-94)                       |
| Juan Miguel Rodríguez    | skeet (m)                   | Brons     | kwalificatie: 3de met 122 punten (23-25-25-25-24) finale: 3de met 147 punten |
| Guillermo Alfredo Torres | skeet (m)                   | 21e       | kwalificatie: 21ste met 119 punten (24-25-24-22-24)                          |
|                          |                             |           |                                                                              |
| Eglis Yaima Cruz         | 10m luchtgeweer (v)         | 39e       | kwalificatie: 39ste met 385 punten (95-98-98-94)                             |
| Eglis Yaima Cruz         | 50m geweer 3 houdingen (v)  | 20e       | kwalificatie: 20ste met 571 punten (190-185-192)                             |
| Margarita Tarradell      | 25m psitool (v)             | 32e       | kwalificatie: 32ste met 565 punten (282-283)                                 |
| Margarita Tarradell      | 10m geweer luchtpistool (v) | 35e       | kwalificatie: 35ste met 368 punten (91-94-92-91)</small                      |

### Schoonspringen
| Olympiër                                       | Discipline             | Resultaat | Prestatie                          |
| ---------------------------------------------- | ---------------------- | --------- | ---------------------------------- |
| Erick Fornaris Alvarez                         | 3m plank (m)           | 22e       | voorronde: 22ste met 380,07 punten |
| Jorge Betancourt Garcia                        | 3m plank (m)           | 21e       | voorronde: 21ste met 382,56 punten |
| Erick Fornaris                                 | 10m toren (m)          | 28e       | voorronde: 28ste met 351,75 punten |
| Jose Antonio Guerra Oliva                      | 10m toren (m)          | 25e       | voorronde: 25ste met 375,87 punten |
| Jorge Betancourt Garcia Erick Fornaris Alvarez | 3m plank synchroon (m) | 4e        | 338,46 punten                      |
|                                                |                        |           |                                    |
| Ioanna Cruz Talabera                           | 3m plank (v)           | 29e       | voorronde: 29ste met 203,67 punten |
| Yolanda Ortiz Espinoza                         | 10m toren (v)          | 26e       | voorronde: 26ste met 259,47 punten |
| Yaima Rosario Mena Pena                        | 10m toren (v)          | 30e       | voorronde: 30ste met 238,44 punten |

### Taekwondo
| Olympiër        | Discipline | Resultaat | Prestatie |
| --------------- | ---------- | --------- | --- |
| Ángel Matos     | -80kg (m)  | 11e       | voorronde: V van MEX Estrada: 7-8                                                                                        |
|                 |            |           | |
| Yanelis Labrada | -49kg (v)  | Zilver    | voorronde: vrij kwartfinale: W van THA Boorapolchai: 3-1 halve finale: W van GUA Carias: 8-3 finale: V van TPE Chen: 4-5 |

### Volleybal

#### Beach
| Olympiër                        | Discipline | Resultaat | Prestatie |
| ------------------------------- | ---------- | --------- | --- |
| Francisco Alvarez Juan Rossell  | beach (m)  | 17e       | groep B: 3de V van GER Dieckmann/Scheuerpflug: 1-2 (19-21, 21-19, 10-15) V van BRA Araujo/Insfran: 0-2 (21-23, 20-22) W van FRA Canet/Mathieu Hamel: 2-0 (21-18, 21-19)                                          |
|                                 |            |           | |
| Dalixia Fernández Tamara Larrea | beach (v)  | 9e        | groep B: 2de W van ITA Gattelli/Perrotta: 2-1 (21-17, 18-21, 15-10) W van RSA Naidoo/Willand: 2-0 (21-19, 21-16) V van BRA Bede/Behar: 0-2 (14-21, 19-21) 2de ronde: V van CAN Dumont/Martin: 0-2 (18-21, 19-21) |

#### Zaal
| Olympiër | Discipline | Resultaat | Prestatie |
| --- | ---------- | --------- | --- |
| Zoila Barros Anniara Muñoz Rosir Calderón Yaima Ortíz Nancy Carrillo Daimí Ramírez Ana Fernández Yumilka Ruíz Maybelis Martínez Marta Sánchez Liana Mesa Dulce Téllez | zaal (v)   | Brons     | groep B: 3de V van Duitsland: 2-3 (25-20, 26-24, 22-25, 15-25, 15-17) W van Rusland: 3-2 (26-24, 19-25, 25-27, 25-19, 15-13) W van China: 3-2 (25-19, 22-25, 15-25, 25-21, 15-13) W van Dominicaanse Republiek: 3-0 (25-23, 25-17, 25-23) V van Verenigde Staten: 0-3 (22-25, 12-25, 19-25) kwartfinale: W van Italië: 3-2 (25-23, 14-25, 22-25, 25-14, 15-12) halve finale: V van China: 2-3 (22-25, 20-25, 25-17, 25-23, 10-15) bronzen finale: W van Brazilië: 3-1 (25-22, 25-22, 14-25, 25-17) |

| Groep B |                        |             |             |             |      |      |       |           |           |           |        |
| #       | Land                   | Wedstrijden | Wedstrijden | Wedstrijden | Sets | Sets | Sets  | Setpunten | Setpunten | Setpunten | Punten |
| #       | Land                   | G           | W           | V           | V    | T    | Saldo | V         | T         | Saldo     | Punten |
| 1       | China                  | 5           | 4           | 1           | 14   | 4    | +10   | 429       | 346       | +83       | 9      |
| 2       | Rusland                | 5           | 3           | 2           | 11   | 8    | +3    | 426       | 388       | +38       | 8      |
| 3       | Cuba                   | 5           | 3           | 2           | 11   | 10   | +1    | 443       | 460       | -17       | 8      |
| 4       | Verenigde Staten       | 5           | 2           | 3           | 11   | 10   | +1    | 472       | 467       | +5        | 7      |
| 5       | Duitsland              | 5           | 2           | 3           | 7    | 11   | -4    | 387       | 414       | -27       | 7      |
| 6       | Dominicaanse Republiek | 5           | 1           | 4           | 3    | 14   | -11   | 334       | 416       | -82       | 6      |

| Ronde          | Datum  | Plaats                 | Land | Score            | Land |
| -------------- | ------ | ---------------------- | ---- | ---------------- | ---- |
| Groepsfase     |        |                        |      |                  |      |
| 14 augustus    | Athene | Cuba                   | 2-3  | Duitsland        |      |
| 16 augustus    | Athene | Rusland                | 2-3  | Cuba             |      |
| 18 augustus    | Athene | Cuba                   | 3-2  | China            |      |
| 20 augustus    | Athene | Dominicaanse Republiek | 0-3  | Cuba             |      |
| 22 augustus    | Athene | Cuba                   | 0-3  | Verenigde Staten |      |
| Kwartfinale    |        |                        |      |                  |      |
| 24 augustus    | Athene | Italië                 | 2-3  | Cuba             |      |
| Halve finale   |        |                        |      |                  |      |
| 26 augustus    | Athene | Cuba                   | 2-3  | China            |      |
| Bronzen finale |        |                        |      |                  |      |
| 28 augustus    | Athene | Brazilië               | 1-3  | Cuba             |      |

### Wielersport
| Olympiër                                        | Discipline      | Resultaat | Prestatie                    |
| Baan                                            | Baan            | Baan      | Baan                         |
| ----------------------------------------------- | --------------- | --------- | ---------------------------- |
| Ahmed López                                     | tijdrit (m)     | 9e        | 1.02,739                     |
| Reinier Cartaya Julio César Herrera Ahmed López | ploegsprint (m) | 10e       | kwalificatie: 10de in 45,458 |
|                                                 |                 |           |                              |
| Yoanka González                                 | puntenkoers (v) | 10e       | 5 punten                     |

### Worstelen
| Olympiër         | Discipline  | Resultaat   | Prestatie |
| Vrije stijl      | Vrije stijl | Vrije stijl | Vrije stijl |
| ---------------- | ----------- | ----------- | --- |
| René Montero     | -55kg (m)   | 13e         | groep 1: 2de W van MDA Tulbae: 5-0 V van USA Abas: 3-4 |
| René Montero     | -60kg (m)   | Goud        | groep 3: 1ste W van BUL Djorev: 3-0 W van IND Kamar: 3-0 kwartfinale: W van GEO Pogosian: 5-0 halve finale: W van UKR Fedoryshyn: 3-1 finale: W van IRI Mostafa-Jokar: 4-0          |
| Serguei Rondón   | -66kg (m)   | 9e          | groep 4: 2de V van UKR Tedeyev: 2-8 W van GEO Tushishvili: 10-0 |
| Iván Fundora     | -74kg (m)   | Brons       | groep 1: 1ste W van IND Maan: 6-0 W van JPN Obata: 8-0 kwartfinale: W van CAN Igali: 3-1 halve finale: V van KAZ Laliyev: 4-5 bronzen finale: W van POL Brzozowski: 4-1             |
| Yoel Romero      | -84kg (m)   | 4e          | groep 4: 1ste W van GUM Cobb: 10-0 W van GER Bichinashvili: 3-0 kwartfinale: W van GRE Loizidis: 3-1 halve finale: V van USA Sanderson: 4-5 bronzen finale: V van RUS Sazhidov: 3-5 |
| Alexis Rodríguez | -130kg (m)  | 5e          | groep 3: 1ste W van GRE Batzelas: 10-0 W van UKR Priadun: 8-0 kwartfinale: V van TUR Polatçı: 1-3 5-6de plek: W van USA Kuramagomedov                                               |
|                  |             |             | |
| Lázaro Rivas     | -55kg (m)   | 5e          | groep 2: 1ste W van ALG Benchenaf: 11-0 W van IRI Rangraz: 6-4 kwartfinale: V van HUN Majoros: 1-6 5-6de plek: W van GEO Chochua: 11-0                                              |
| Roberto Monzón   | -60kg (m)   | Zilver      | groep 7: 1ste W van IRI Ashkani: 4-1 W van GRE Gikas: 7-0 W van TUR Tüfenk: 5-0 halve finale: W van RUS Shevtsov: 6-3 finale: V van KOR Jung: 0-3                                   |
| Roberto Monzón   | -66kg (m)   | 13e         | groep 3: 2de V van AZE Mansurov: 0-3 W van POL Wolny: 3-0 |
| Lázaro Rivas     | -74kg (m)   | 6e          | groep 1: 1ste W van KOR Choi: 6-2 W van POL Truszkowski: 6-0 kwartfinale: V van FIN Yli-Hannuksela: 1-3 5-6de plek: V van KAZ Khalimov                                              |
| Ernesto Peña     | -96kg (m)   | 4e          | groep 6: 1ste W van USA Lowney: 3-1 W van HUN Virág: 5-1 kwartfinale: V van TUR Özal: 1-4 5-6de plek: W van KGZ Chkhaidze: 4-0                                                      |
| Mijaín López     | -130kg (m)  | 5e          | groep 4: 1ste W van ISR Evseitchik: 5-0 W van TUR Gül: 4-0 kwartfinale: V van RUS Baroyev: 0-2 5-6de plek: W van FRA Szczepaniak                                                    |

### Zwemmen
| Olympiër              | Discipline          | Resultaat | Prestatie               |
| --------------------- | ------------------- | --------- | ----------------------- |
| Marcos Hernández      | 50m vrije slag (m)  | 34e       | serie 8: 5de in 23,19   |
|                       |                     |           |                         |
| Imaday Núñez González | 100m schoolslag (v) | 27e       | serie 2: 2de in 1.12,14 |
| Imaday Núñez González | 200m schoolslag (v) | 28e       | serie 2: 6de in 2.36,40 |

Afghanistan · Albanië · Algerije · Amerikaanse Maagdeneilanden · Amerikaans-Samoa · Andorra · Angola · Antigua en Barbuda · Argentinië · Armenië · Aruba · Australië · Azerbeidzjan · Bahama's · Bahrein · Bangladesh · Barbados · België · Belize · Benin · Bermuda · Bhutan · Bolivia · Bosnië en Herzegovina · Botswana · Brazilië · Britse Maagdeneilanden · Brunei · Bulgarije · Burkina Faso · Burundi · Cambodja · Canada · Centraal-Afrikaanse Republiek · Chili · China · Chinees Taipei · Colombia · Comoren · Congo-Brazzaville · Congo-Kinshasa · Cookeilanden · Costa Rica · Cuba · Cyprus · Denemarken · Djibouti · Dominica · Dominicaanse Republiek · Duitsland · Ecuador · Egypte · El Salvador · Equatoriaal-Guinea · Eritrea · Estland · Ethiopië · Fiji · Filipijnen · Finland · Frankrijk · Gabon · Gambia · Georgië · Ghana · Grenada · Griekenland · Groot-Brittannië · Guam · Guatemala · Guinee · Guinee‑Bissau · Guyana · Haïti · Honduras · Hongarije · Hongkong · Ierland · IJsland · India · Indonesië · Irak · Iran · Israël · Italië · Ivoorkust · Jamaica · Japan · Jemen · Jordanië · Kaaimaneilanden · Kaapverdië · Kameroen · Kazachstan · Kenia · Kirgizië · Kiribati · Koeweit · Kroatië · Laos · Lesotho · Letland · Libanon · Liberia · Libië · Liechtenstein · Litouwen · Luxemburg · Macedonië · Madagaskar · Malawi · Malediven · Maleisië · Mali · Malta · Marokko · Mauritanië · Mauritius · Mexico · Micronesië · Moldavië · Monaco · Mongolië · Mozambique · Myanmar · Namibië · Nauru · Nederland · Nederlandse Antillen · Nepal · Nicaragua · Nieuw-Zeeland · Niger · Nigeria · Noord-Korea · Noorwegen · Oeganda · Oekraïne · Oezbekistan · Oman · Oostenrijk · Oost‑Timor · Pakistan · Palau · Palestina · Panama · Papoea-Nieuw-Guinea · Paraguay · Peru · Polen · Portugal · Puerto Rico · Qatar · Roemenië · Rusland · Rwanda · Saint Kitts en Nevis · Saint Lucia · Saint Vincent en Grenadines · Salomonseilanden · Samoa · San Marino · Sao Tomé en Principe · Saoedi-Arabië · Senegal · Servië en Montenegro · Seychellen · Sierra Leone · Singapore · Slovenië · Slowakije · Soedan · Somalië · Spanje · Sri Lanka · Suriname · Swaziland · Syrië · Tadzjikistan · Tanzania · Thailand · Togo · Tonga · Trinidad en Tobago · Tsjaad · Tsjechië · Tunesië · Turkije · Turkmenistan · Uruguay · Vanuatu · Venezuela · Verenigde Arabische Emiraten · Verenigde Staten · Vietnam · Wit-Rusland · Zambia · Zimbabwe · Zuid-Afrika · Zuid-Korea · Zweden · Zwitserland